# Patrici Tixis Padrosa
Patrici Tixis Padrosa, también conocido como Patricio Tixis (Sarriá de Ter, Gerona, 1961) es un periodista español, director de comunicación corporativa del Grupo Planeta, y presidente del Gremio de Editores de Cataluña y de la Cámara del Libro de Cataluña. Además, también es vicepresidente de Cedro (entidad de gestión de los derechos de autor del mundo editorial y miembro de la Junta Directiva de la Federación de Gremios de Editores de España.
Como periodista trabajó en varios medios de comunicación como El Punt, el Diario de Barcelona y La Vanguardia. En 1999 dejó el periodismo activo para incorporarse al Grupo Winterthur como Director de Comunicación. En 2001 se incorporó al Grupo Planeta.
Después de varios años en la Junta Directiva del Gremio de Editores de Cataluña, en representación de la Editorial Planeta, el 1 de enero de 2015 asumió la presidencia del Gremio de Editores de Cataluña, elegido por la Asamblea General, en sustitución de Daniel Fernández, que dejaba el cargo para asumir la presidencia de la Federación de Gremios de Editores de España.